# Viscount Molesworth

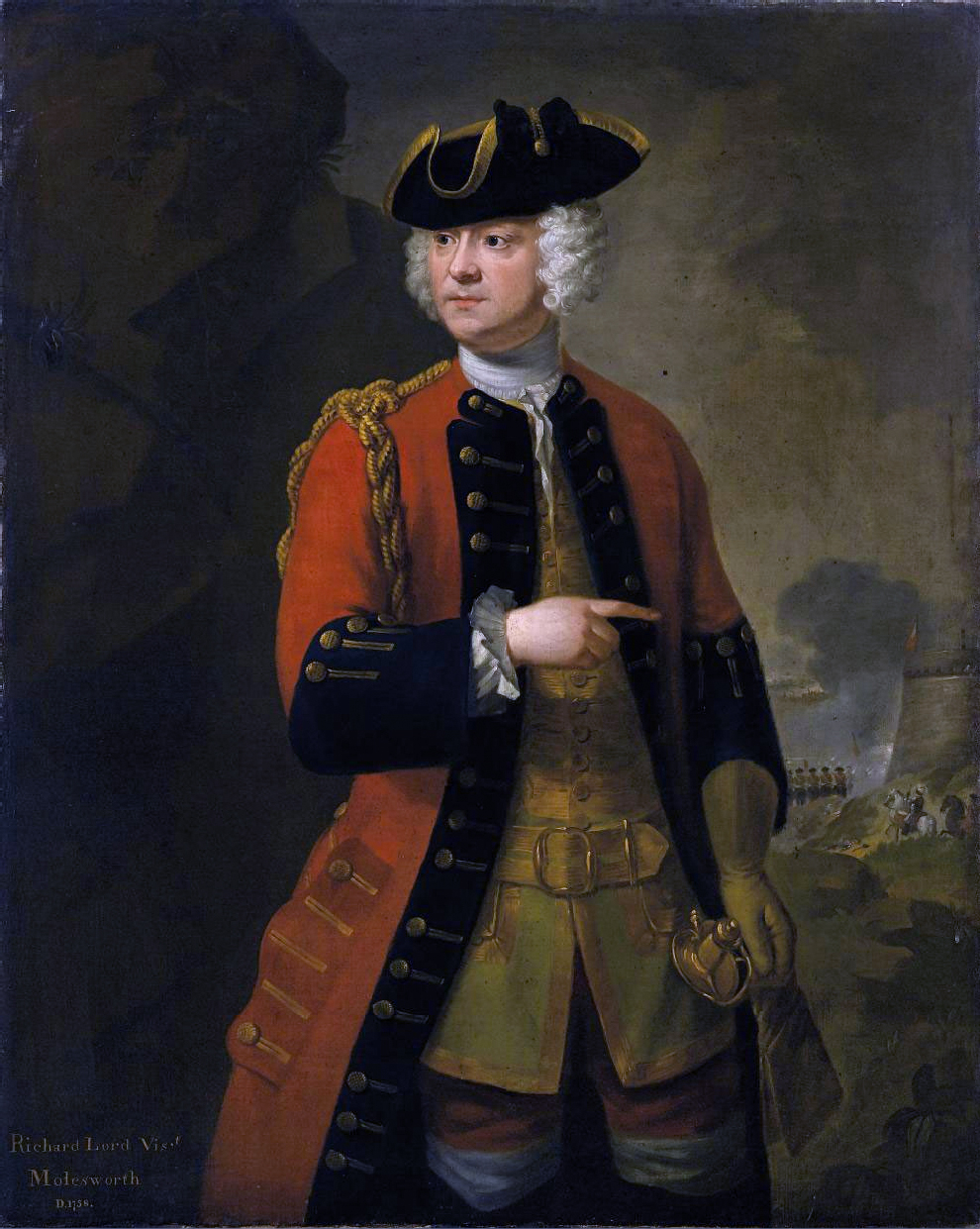
Field Marshal Richard Molesworth, 3. Viscount Molesworth

Viscount Molesworth, of Swords in the County of Dublin, ist ein erblicher britischer Adelstitel in der Peerage of Ireland.

## Verleihung
Der Titel wurde am 16. Juli 1716 für den irischen Politiker und Diplomaten Robert Molesworth geschaffen. Dieser war Abgeordneter im britischen House of Commons und britischer Botschafter in Dänemark. Zusammen mit der Viscountwürde wurde ihm der nachgeordnete Titel Baron Molesworth, of Philipstown in the King’s County, verliehen.
Heutiger Titelinhaber ist sein Nachfahre Robert Molesworth als 12. Viscount.

## Liste der Viscounts Molesworth (1716)
- Robert Molesworth, 1. Viscount Molesworth (1656–1725)
- John Molesworth, 2. Viscount Molesworth (1679–1726)
- Richard Molesworth, 3. Viscount Molesworth (1680–1758)
- Richard Molesworth, 4. Viscount Molesworth (1748–1793)
- Robert Molesworth, 5. Viscount Molesworth (1729–1813)
- William Molesworth, 6. Viscount Molesworth (1763–1815)
- Richard Molesworth, 7. Viscount Molesworth (1786–1875)
- Samuel Molesworth, 8. Viscount Molesworth (1829–1906)
- George Molesworth, 9. Viscount Molesworth (1867–1947)
- Charles Molesworth, 10. Viscount Molesworth (1869–1961)
- Richard Molesworth, 11. Viscount Molesworth (1907–1997)
- Robert Molesworth, 12. Viscount Molesworth (* 1959)

Titelerbe (Heir Presumptive) ist der Bruder des aktuellen Titelinhabers Hon. William Molesworth (* 1960).